# Arild Rypdal
Pour les articles homonymes, voir Rypdal.
Arild Rypdal, né le 23 septembre 1934 à Ålesund en Norvège et mort dans la même ville le 14 mai 2015, est un écrivain et un ingénieur norvégien, auteur de roman policier.

## Biographie
Il fait des études d'ingénierie à l'école polytechnique Chalmers. Après avoir travaillé dans l'entreprise de son père, il devient directeur de l'aéroport d'Ålesund.
En 1991, il publie son premier roman, Hexagon. En 1992, il fait paraître Orakel avec lequel il remporte le prix Riverton 1992.

## Œuvre

### Romans
- Hexagon (1991)
- Orakel (1992)
- Grønn desember (1993)
- Kodene i Metrograd (1994)
- Djevelens stoff (1995)
- Drakon (1996)
- Guds brødre (1997)
- Himmelens villmenn (1998)
- Intermesso i Praha (1999)
- Dødens konsulent (2000)
- Triangelets herre (2001)

## Prix
- Prix Riverton 1992 pour Orakel[1]